# Highgrove
Highgrove ist ein Census-designated place im Riverside County im US-Bundesstaat Kalifornien, Vereinigte Staaten. Das U.S. Census Bureau hat bei der Volkszählung 2020 eine Einwohnerzahl von 7.515 ermittelt. Das Stadtgebiet hat eine Größe von 8,336 km².
Die benachbarte Stadt Riverside listet Highgrove als Kandidaten für eine künftige Eingliederung.

## Geografie
Highgrove liegt im Nordwesten des Riverside Countys in Kalifornien in den USA. Der Ort grenzt im Süden und Westen an Riverside, im Osten an gemeindefreies Gebiet und im Norden an die Städte Grand Terrace und Colton, die beide im San Bernardino County liegen.
Im Westen führt der Interstate 215 an Highgrove vorbei. Ein Stück südlich der Stadt befindet sich das Campusgelände der University of California, Riverside.
Der Ort hat 3988 Einwohner (Stand: 2010) und erstreckt sich auf eine Fläche von 8,336 km², die komplett aus Land besteht. Das Zentrum von Highgrove liegt auf einer Höhe von 290 m.

## Politik
Highgrove ist Teil des 31. Distrikts im Senat von Kalifornien, der momentan vom Demokraten Richard Roth vertreten wird, und dem 63. und 64. Distrikt der California State Assembly, vertreten von den Demokraten Anthony Rendon und Isadore Hall, III. Des Weiteren gehört Highgrove Kaliforniens 44. Kongresswahlbezirk an, der einen Cook Partisan Voting Index von D+32 hat und von der Demokratin Janice Hahn vertreten wird.